# National Invitation Tournament 2005
Il National Invitation Tournament 2005 è stata la 68ª edizione del torneo. La final four è stata giocata al Madison Square Garden di New York. Ha vinto il titolo la University of South Carolina, allenata da Dave Odom. Miglior giocatore del torneo è stato eletto Carlos Powell.
| Campione NIT 2005                  |
| ---------------------------------- |
| South Carolina Gamecocks 1º titolo |

## Squadra vincitrice
|    | Naz.                   | Ruolo | Sportivo           |  | Alt. |  |  |
| -- | ---------------------- | ----- | ------------------ |  | ---- |  |  |
| 0  | Stati Uniti (bandiera) | G     | Stephen McDowell   |  | 180  |  |  |
| 1  | Stati Uniti (bandiera) | G     | Tre Kelley         |  | 185  |  |  |
| 10 | Stati Uniti (bandiera) | A     | Rocky Trice        |  | 193  |  |  |
| 13 | Lituania (bandiera)    | C     | Paulius Joneliūnas |  | 211  |  |  |
| 14 | Stati Uniti (bandiera) | C     | Antoine Tisby      |  | 203  |  |  |
| 15 | Stati Uniti (bandiera) | A     | Carlos Powell      |  | 201  |  |  |
| 21 | Stati Uniti (bandiera) | G     | Tarence Kinsey     |  | 198  |  |  |
| 23 | Stati Uniti (bandiera) | G     | Dwayne Day         |  | 201  |  |  |
| 25 | Stati Uniti (bandiera) | C     | Jon Land           |  | 193  |  |  |
| 31 | Stati Uniti (bandiera) | G     | Josh Gonner        |  | 191  |  |  |
| 33 | Stati Uniti (bandiera) | A     | Brandon Wallace    |  | 208  |  |  |
| 34 | Stati Uniti (bandiera) | A     | Renaldo Balkman    |  | 203  |  |  |
| 54 | Stati Uniti (bandiera) | C     | John Chappell      |  | 208  |  |  |

- Allenatore: Dave Odom